# チョウマメ
チョウマメ（蝶豆、学名：Clitoria ternatea）は、マメ科クリトリア属（チョウマメ属）の多年生の蔓性（巻きつき性）草本である。一重のほかに八重咲き，白色，橙赤色などの園芸品種がある。
多年草だが、冬までに寒さで枯れてしまうことがあり、一年草として扱うことが多い。タイではอัญชัน （アンチャン）と呼ばれるほか、英語圏ではバタフライピー（Butterfly pea）と呼ばれている。葉は飼料、未熟豆は食用に使われることが多い。ちなみに草の部分(お湯やライムで青く染まりやすい部分)は基本的には食べても問題はない。

## 特徴
青色を発色するデルフィニジン系色素の一種であるテルナチンが含まれており、チョウマメの花の搾り汁によって、お菓子などの染料として使用することが多い。チョウマメの抽出液は鮮やかな青色をしている。チョウマメの抽出液にライムやレモンをいれると、紫色に変化する特徴がある。

## 色素
バタフライピーの青色は鮮やかで安定なため、古くから食品に色付けに使用されてきた。2025年には、アメリカ食品医薬品局（FDA）が、食品に使用できる着色料の一つとして承認している。この青色の色素はバタフライピーに特有のアントシアニンである「テルナチン」である。
テルナチンは、基本骨格のアグリコンであるデルフィニジンの3位にグルコースとマロン酸が結合する形を基本とし、そこからさらにB-環の3’位と5’位にグルコースとクマル酸が交互に結合して側鎖を形成する。これら側鎖の組み合わせにより現在ではA1、A2、A3、B1、B2、B3、B4、C1、C2、C3、C4、C5、D1、D2、D3の計15の類縁体が同定されている。

## ギャラリー

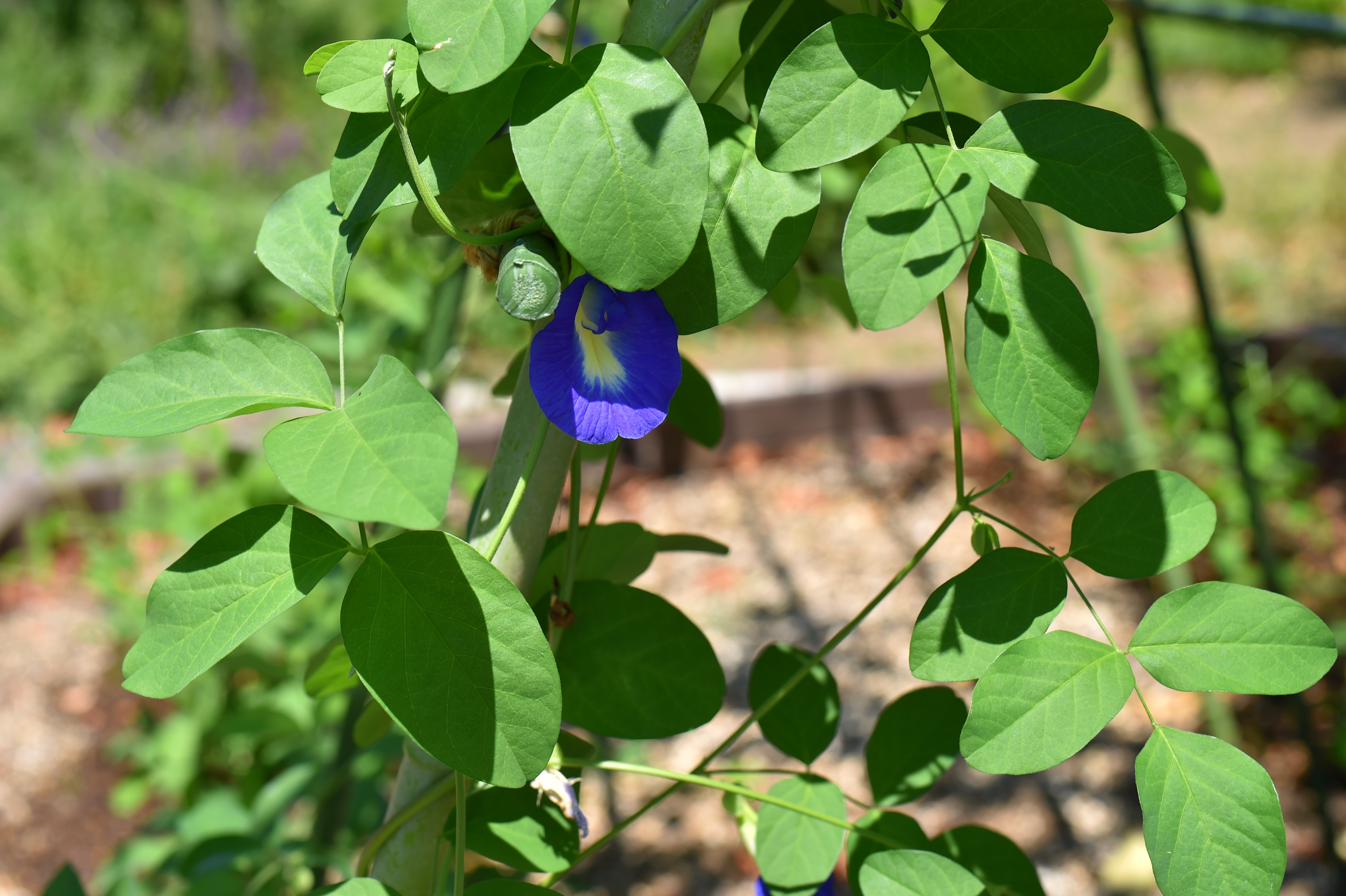
チョウマメの花と葉
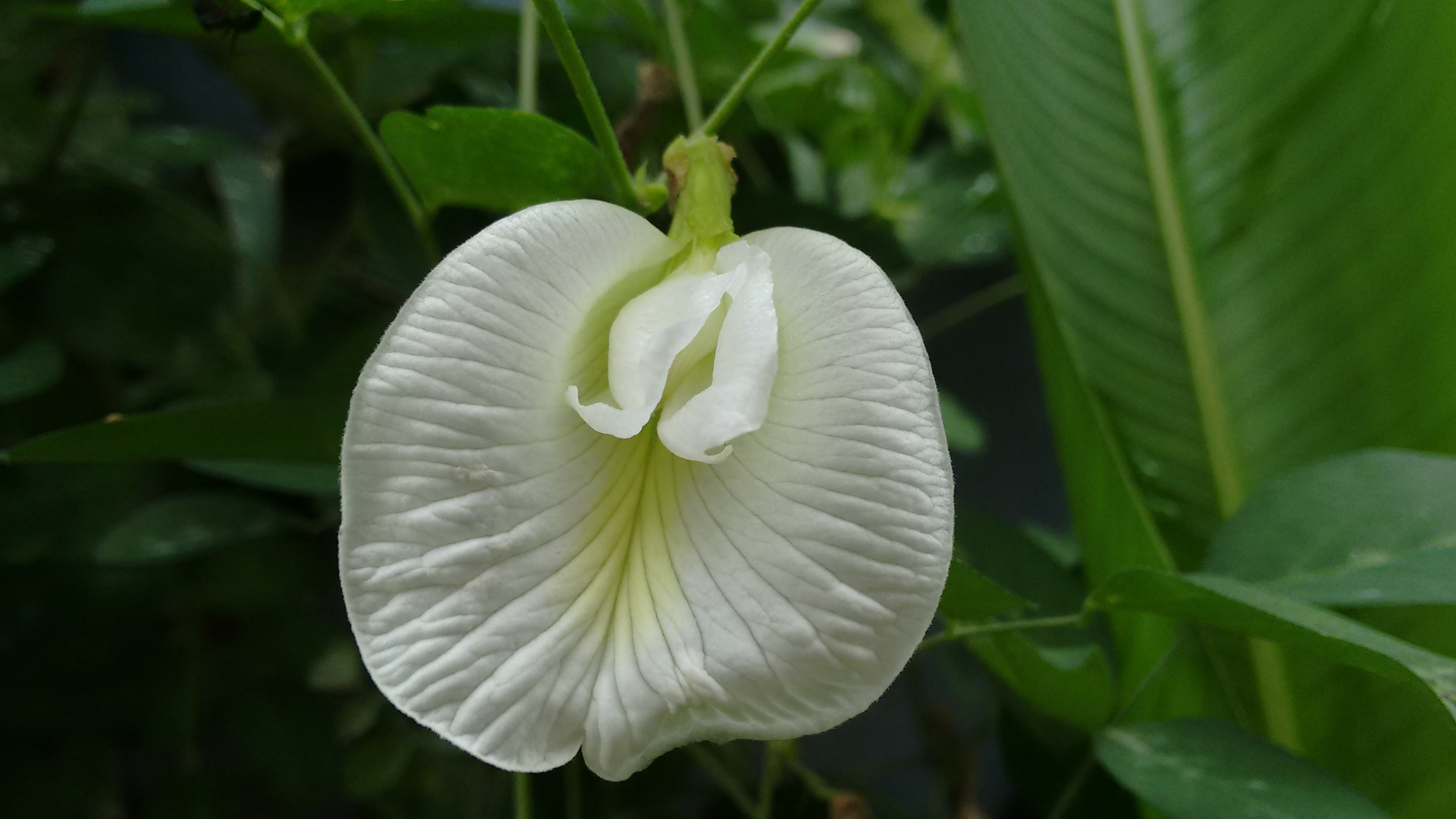
チョウマメの個体の中には白い花をつけるものもある
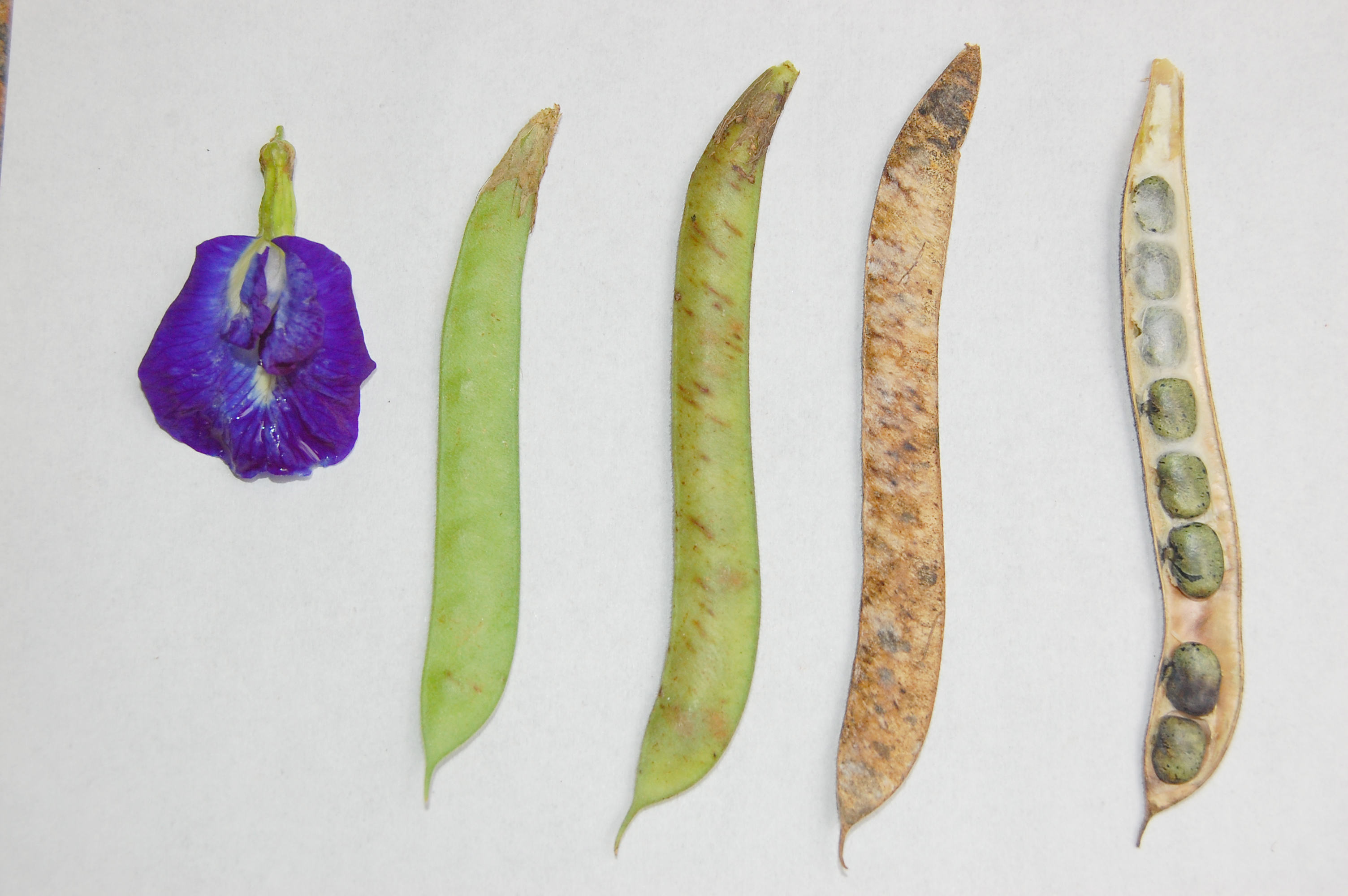
チョウマメの花と果実
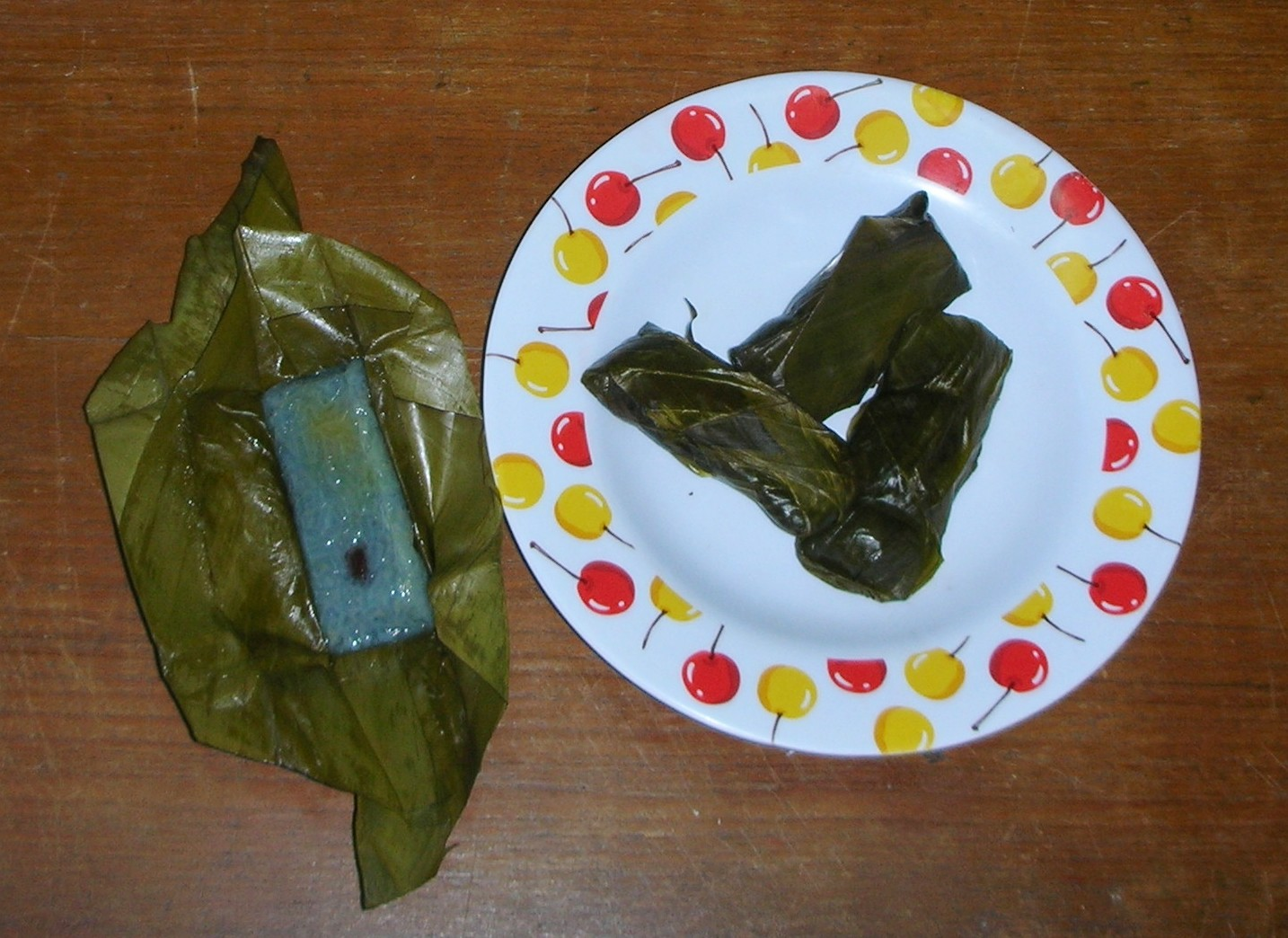
チョウマメで着色したカオ・トム（英語版）
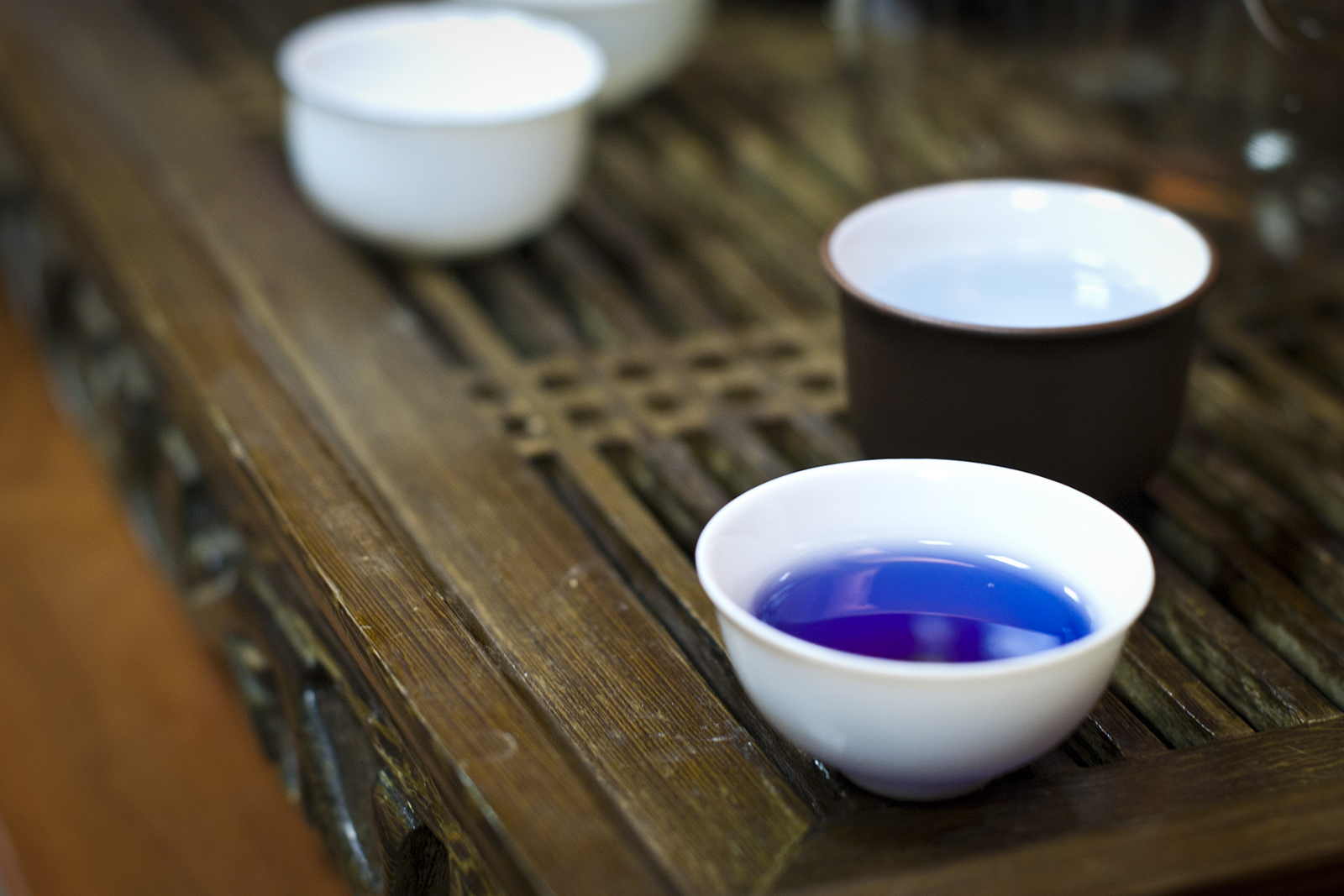
蝶豆花茶（英語版）
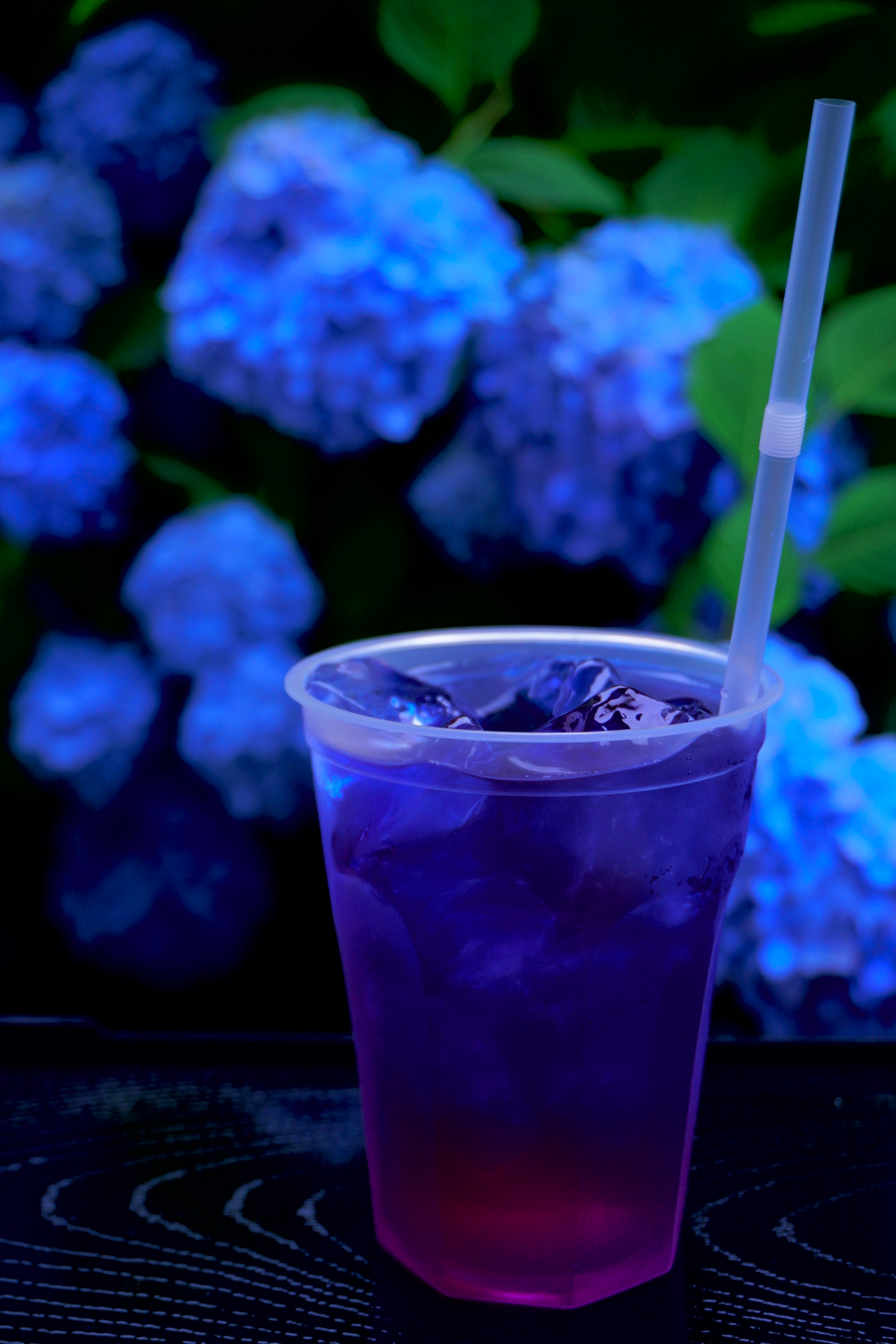
レモン汁を加えて紫に変色させたチョウマメのハーブティー